# 1902 na Venezuela
Esta é uma cronologia dos principais fatos ocorridos no ano de 1902 na Venezuela.

## Eventos
- janeiro – Manuel Antonio Matos, a bordo do navio Ban Righ, desembarca em Coro e distribui fuzis Mauser 98 e munições, antes de seguir à costa venezuelana.

- 9 de novembro:

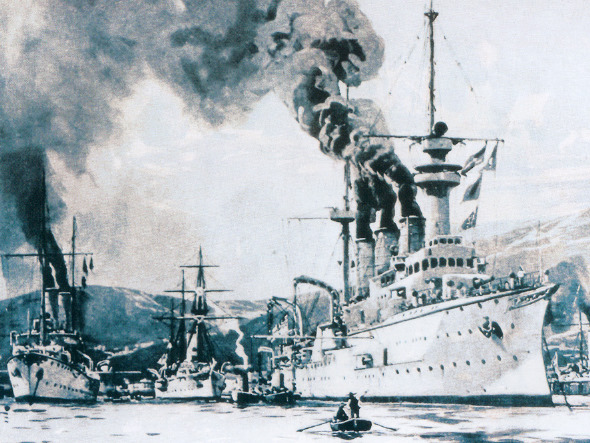
9 de novembro: Navios bélicos do Reino Unido e da Alemanha começam o bloqueio internacional nas costas venezuelanas. Gravura de Willy Stöwer: À esquerda: SMS Panther. Centro: SMS Falke. À direita:.

  - Quinze navios da Marinha Real britânica e do Kaiserliche Marine começam a bloquear a costa venezuelana e atacam o porto de La Guaira. Um exército combinado de tropas britânicas e alemãs fazem uma aterrissagem e ocupam as docas da cidade.
  - Nesse mesmo dia, Cipriano Castro se dirige ao país e emite uma contundente proclamação nacionalista que se tornaria famosa pela sua frase introdutória: ¡Venezolanos! ¡La planta insolente del Extranjero ha profanado el sagrado suelo de la Patria!.

## Arte
- Am südufer der lack v. Maracaibo (Na costa sul do Lago de Maracaibo), de Anton Goering.
- Retrato del Presidente Cipriano Castro e Patio interior, de Antonio Herrera Toro.

## Livros
- Manuel Díaz Rodríguez: "Sangre patricia".

## Personalidades

### Nascimentos
- 22 de setembro – José Humberto Quintero (m. 1984),  religioso, humanista, jornalista, ensaísta, escritor, poeta, historiador, artista e orador venezuelano, o primeiro cardeal da história do país.
- 8 de novembro – Mercedes Carvajal de Arocha, pseudônimo de Lucila Palacios (m. 1994), escritora, política e diplomata.
- 25 de dezembro – William H. Phelps Jr. (m. 1988), ornitólogo e empresário.

### Mortes
- 1 de setembro – Domingo Monagas (n. 1840), militar, político e estrategista.
- 17 de dezembro – Martín Tovar y Tovar (n. 1827), pintor.[1]